# Saharanpur
Saharanpur (hindi: सहारनपुर, urdú: سهارنپور) és una ciutat i corporació municipal a Uttar Pradesh capital del districte de Saharanpur i de la divisió de Saharanpur. Està situada a 29° 58′ N, 77° 33′ E / 29.97°N,77.55°E als dos costats del Dhamaula Nadi i creuada també pel riu Pandhoi (Pandhoi Nadi), i consta al cens del 2001 amb una població de 452.925 habitants. La població fa un segle era:
- 1872: 43,844
- 1881: 59.194
- 1891: 63.194
- 1901: 66.254

## Llocs interessants
- Saharanpur botanical gardens, coneguts om Company Garden, fundats abans del 1750 amb el nom de Farahat-Bakhsh, i adquirits el 1817 per la Companyia Britànica de les Índies Orientals.

- Ambedkar Park

- Rius Dhamola i Paon Dhoi amb el pont Tees Dara Pul

- Lala Das Ka Bada amb temples i un minaret

- Festival de Gughal Mela, al setembre

- Temples de Patheshwar, Shiv Mandir, Jainbagh, Bhuteshwar, Bagheshwar, Laxmi Narayan, Balaji Temple, Sai Baba Dham, Shri Hari Darshan Mandir, Pataleshwar, Jama Masjid, Madarsa Mazahir-ul-Uloom, capella Nau-gaza Peer, capella Ojhria Peer, Teliyon Ki Masjid, Toprre del rellotge i mesquita de Ghantaghar, mesquita Shahjahani, Mesquita Angoori, Mesquita de l'Estació de tren, Tableegh-markaz, Shakumbhri Devi i temple Parshwanath (jainista)

- Modern temple de Sai Baba

## Història
La ciutat fou fundada vers 1340 i deriva el seu nom del santó musulmà Shah Haran Chishti. El fundador fou Sah Ranveer Singh i estava rodejada per Nakhasa, Rani Bajar, Shah Bahlol i la porta de Lakhi al llarg del riu Pandhoi. Estava emmurallada i tenia quatre portes: Sarai, Mali, Buria i Lakhi; la fortalesa estava a la localitat(mohalla) de Chaudarian.
En temps d'Akbar el Gran fou capital d'un sarkar i fou ciutat on s'encunyava moneda. Va passar als britànics el 1803.
El 1867 es va constituir la municipalitat. L'obertura del North-Western Railway el 1869 va ajudar a prosperar a la ciutat que el 1870 va canalitzar els dos rius que la creuen i el 1900 va pavimentar els carrers.